# Trappistenabtei Guimaras

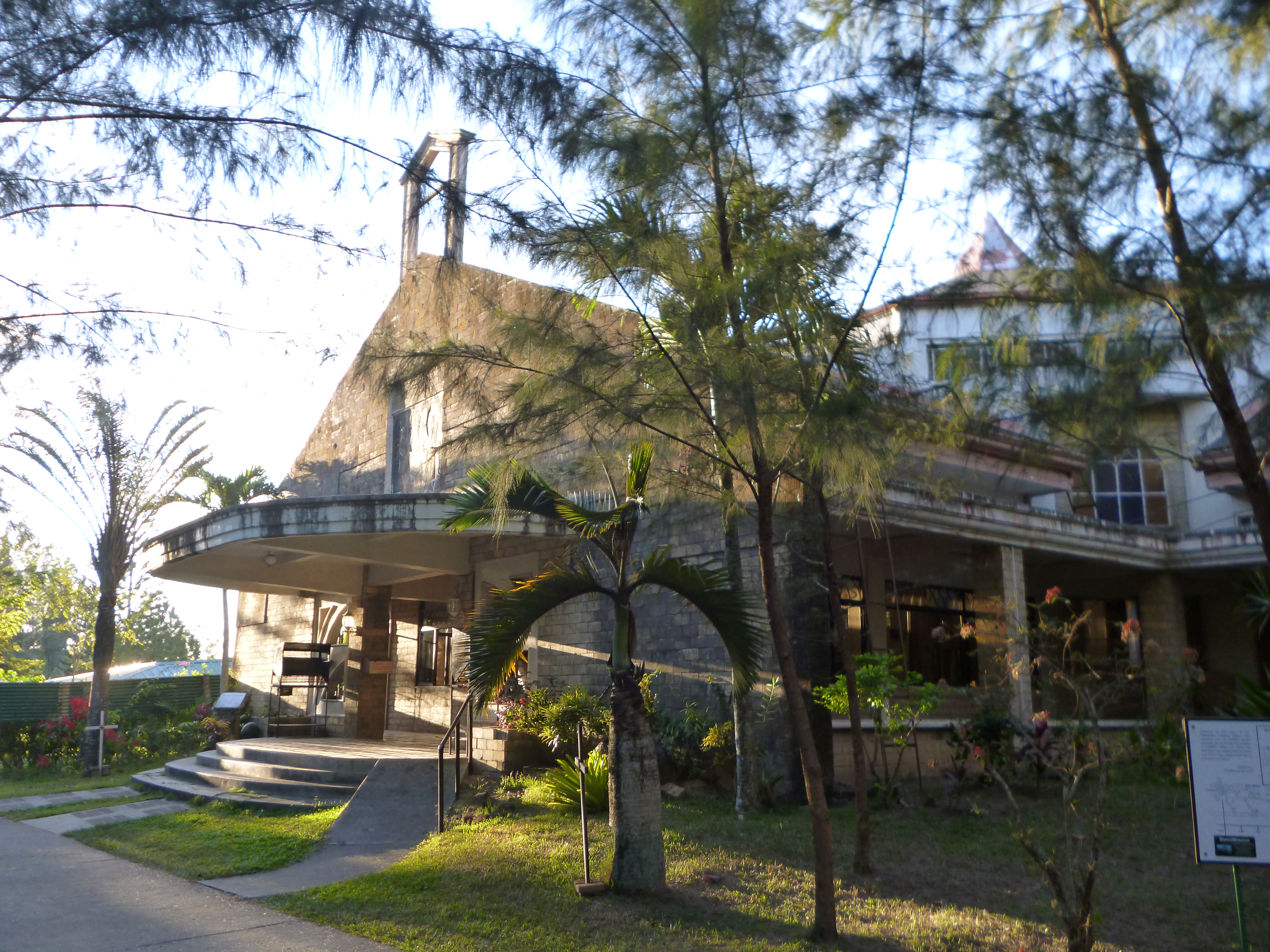
Kirche der Trappistenabtei Guimaras (2013)

Die Trappistenabtei Guimaras ist seit 1972 ein philippinisches Kloster in Jordan, Guimaras, Erzbistum Jaro.

## Geschichte
Mönche mehrerer US-amerikanischer Trappistenklöster gründeten 1972 auf der philippinischen Insel Guimaras das Kloster Our Lady of the Philippines, das 1982 zur Priorei und 1990 zur Abtei erhoben wurde. 
Obere, Prioren und Äbte:
- Pedro Lazo (1972–1976)
- Athanasius Doll (1976–1982)
- Gabriel Oppus (1982–1988)
- Joseph Chu-Cong (1988–1996, erster Abt)
- Filomeno Cinco (1996–2002; 2006–2012)
- John Eudes Bamberger (2002–2003)
- Alberic Maisog (2003–2006)
- Gérard Ingusan (2012–)